# No Man’s Land (комикс)
«Ничья земля» (англ. No Man’s Land) — сюжетная арка-кроссовер в комиксах о Бэтмене, выпускаемых DC Comics в 1999 году.
К сложившейся на начало сюжета ситуации приводят события арки «Катаклизм», в которой описывается сильнейшее землетрясение, обрушившееся на Готэм-сити. Также сюжет предваряют арки «Aftershock» и «Road to No Man's Land», в которых правительство США решает эвакуировать жителей города, а тех, кто решит остаться в городе, изолировать и бросить на произвол судьбы. «Ничья земля» детально описывает период в жизни жителей города от начала изоляции до восстановления статус-кво города и начала реконструкции всей инфраструктуры Готэма.

## История публикации
Основная сюжетная линия проходила через именные серии Бэтмена: Detective Comics, Batman, Batman: Shadow of the Bat и Batman: Legends of the Dark Knight с многочисленными Спин-оффами в остальных сериях. Всего «Ничья земля» насчитывает 80 регулярных ежемесячных выпусков комиксов, 4 спецвыпуска и графический роман Batman: Harley Quinn, который ввёл Харли Квинн во вселенную DC.
Кроссовер разделён на несколько сюжетных арок. Часть истории выходила в одной серии, а затем продолжалась в другой, выходившей на следующей неделе, аналогично схеме выхода серий комиксов о Супермене в тот период. В отличие от этой схемы здесь авторская команда оставалась до конца события, а не менялась каждый месяц после окончания сюжета.
Основная сюжетная линия была собрана в пять томов коллекционных изданий. Однако, по причине большого количества выпусков лишь 40 из них вошли в это издание. Автором книжной адаптации сюжета также был Грэг Раккэ. Она вышла в январе 2000 года.
DC до сих пор планирует полное издание коллекции «Ничьей земли», куда войдут выпуски, прежде не входившие в тома.

## Выпуски
Кроссовер состояли из следующих выпусков:
- Azrael #50-61
- Batman #563-574
- Batman: Harley Quinn (графический роман)
- The Batman Chronicles #16-18
- Batman: Day of Judgment (часть кроссовера Day of Judgment)
- Batman: Legends of the Dark Knight #116-126
- Batman: No Man's Land #0-1
- Batman: No Man's Land Secret Files and Origins #1
- Batman: Shadow of the Bat #83-94
- Catwoman #72-77
- Detective Comics #730-741
- Nightwing #35-39
- Robin #67-73
- Young Justice in No Man's Land #1

Некоторые истории также происходили в Готэме в этот период, но не были официально указаны частью кроссовера «No Man's Land»:
- Hitman #37-38
- JLA #32

## Коллекционные издания
Из 80 выпусков, входивших в кроссовер, 40 были переизданы в коллекционном формате :

### Бэтмен
- Том 1 (ISBN 1563895641)
  - Batman: No Man's Land #1
  - Batman #563-564
  - Batman: Shadow of the Bat #83-84
  - Detective Comics #730-731
  - Batman: Legends of the Dark Knight #116
- Том 2 (ISBN 1563895994)
  - Batman: Legends of the Dark Knight #117, #119
  - Batman: Shadow of the Bat #85-87
  - Batman #565
  - Detective Comics #732-733
  - The Batman Chronicles #16
- Том 3 (ISBN 1563896346)
  - Batman #566-569
  - Batman: Legends of the Dark Knight #120-121
  - Batman: Shadow of the Bat #88
  - Detective Comics #734-735
- Том 4 (ISBN 1563896982)
  - Batman #571-572
  - The Batman Chronicles #18
  - Batman: Legends of the Dark Knight #125
  - Batman: Shadow of the Bat #92-93
  - Detective Comics #736, #738-739
- Том 5 (ISBN 1563897091)
  - Batman: No Man's Land #0
  - Batman #573-574
  - Batman: Legends of the Dark Knight #126
  - Batman: Shadow of the Bat #94
  - Detective Comics #740-741

### Остальные персонажи
- Nightwing: A Darker Shade of Justice (ISBN 978-1563897030)
  - Nightwing #30-39, Nightwing Secret Files & Origins #1

### Современные «полные» издания
В декабре 2011 года DC начало перевыпускать коллекционные тома в полном формате, куда входят все выпуски.
- Batman: No Man's Land Volume 1 (ISBN 1401232280)
  - Batman: No Man's Land #1
  - Batman: Shadow of the Bat #83-86
  - Batman #563-566
  - Detective Comics #730-733
  - Azrael: Agent of the Bat #51-55
  - Batman: Legends of the Dark Knight #116-118
  - Batman Chronicles #16
- Batman: No Man's Land Volume 2 (ISBN 1401233805)
  - Batman: Legends of the Dark Knight #119-121
  - Batman: Shadow of the Bat #87-88
  - Batman #567-568
  - Detective Comics #734-735
  - Young Justice in No Man's Land #1
  - Robin #67
  - Azrael: Agent of the Bat #56
  - Batman Chronicles #17
  - Nightwing #35-37
  - Catwoman #72-74
- Batman: No Man's Land Volume 3 (ISBN 1401234569)
  - Batman #569-571
  - Detective Comics #736-738
  - Azrael: Agent of the Bat #58
  - Batman: Legends of the Dark Knight #122-124
  - Batman: Shadow of the Bat #89-92
  - Robin #68-72
  - Batman: No Man's Land Secret Files #1
- Batman: No Man's Land Volume 4 (ISBN 1401235646)
  - Batman #572-574
  - Detective Comics #739-741
  - Azrael: Agent of the Bat #59-61
  - Batman: Legends of the Dark Knight #125-126
  - Batman: Shadow of the Bat #93-94
  - Robin #73
  - Batman Chronicles #18
  - Catwoman #75-77
  - Nightwing #38-39
  - Batman: No Man's Land #0.